# Peter Robeson
Peter David Robeson (21 de octubre de 1929-29 de septiembre de 2018) fue un jinete británico que compitió en la modalidad de salto ecuestre. Participó en tres Juegos Olímpicos de Verano entre los años 1956 y 1976, obteniendo dos medallas, bronce en Estocolmo 1956 y bronce en Montreal 1976.

## Palmarés internacional
| Juegos Olímpicos | Juegos Olímpicos   | Juegos Olímpicos  | Juegos Olímpicos |
| Año              | Lugar              | Medalla           | Categoría        |
| ---------------- | ------------------ | ----------------- | ---------------- |
| 1956             | Estocolmo (Suecia) | Medalla de bronce | Por equipos      |
| 1964             | Tokio (Japón)      | Medalla de bronce | Individual       |